# 小行星5477
小行星5477（英語：5477 Holmes）是一颗围绕太阳公转的小行星。1989年10月27日，埃莉諾·赫琳在帕洛马山发现了此天体。
这颗小行星的绝对星等为290.0975029120743等。